# アシュトン・ユナイテッドFC
アシュトン・ユナイテッド・フットボールクラブ（Ashton United Football Club）は、イングランド・のアシュトン・アンダーラインを本拠地とするサッカークラブチームである。2022-2023シーズンはイングランド7部リーグに所属。
2022ワールドカップの中断期間にアーリング・ブラウト・ハーランに、「フィットネスを維持する手助けをしたい」という名目で契約期間1ヶ月のオファーを出した。

## 名称
- 1878 - 1946 ハーストFC
- 1946 - 現在 アシュトン・ユナイテッドFC

## タイトル

### 国内タイトル
- ランカスターコンベイション・ディヴィジョン2:2回

1961-1962, 1966-1967
- ノースウェスト・カウンティーズリーグ・ディヴィジョン2:

1987-1988
- ノースウェスト・カウンティーズリーグ・プレミアディヴィジョン:1回

1991-1992

### 国際タイトル
- なし

## 歴代所属選手
- ディキシー・ディーン 1939
- アラン・ボール・ジュニア 1960-1961
- スコット・ホーガン 2012-2013